# Howard Skempton
Howard While Skempton (Chester, 31 ottobre 1947) è un compositore, pianista e fisarmonicista inglese.
Dalla fine degli anni 60, quando ha contribuito alla creazione della Scratch Orchestra, è stato associato alla scuola inglese di musica sperimentale. I lavori di Skempton sono caratterizzati da una scelta di materiale ridotta ai minimi termini, assenza di sviluppo formale ed una forte enfasi sulla melodia. Il musicologo Hermann-Christoph Müller ha descritto la sua musica come "l'emancipazione della consonanza".

## Biografia
Skempton è nato a Chester e ha studiato alla Birkenhead School ed all'Ealing Technical College. Ha cominciato a comporre prima del 1967, ma quell'anno si trasferì a Londra, dove cominciò a prendere lezioni private da Cornelius Cardew. Nel 1968 Skempton frequentò lezioni di musica sperimentale impartite da Cardew al Morley College, dove nella primavera del 1969 Cardew, Skempton e Michael Parsons organizzarono la Scratch Orchestra. Questo ensemble, che era aperto a tutti, era dedicato all'esecuzione di brani di compositori di musica sperimentale quali La Monte Young, John Cage e Terry Riley, così come pezzi composti da membri dell'orchestra stessa. Uno dei primi lavori di Skempton, Drum No. 1 (1969), diventò uno dei pezzi "più utili e soddisfacenti" nel repertorio della Scratch Orchestra.
Attraverso la Scratch Orchestra, Skempton ha incontrato numerosi compositori e musicisti, tra cui Christopher Hobbs, John White e vari artisti attivi nella "Systems Music", così come il pianista John Tilbury. Tuttavia, si vennero a creare tensioni dovute alla politicizzazione della Scratch Orchestra all'inizio degli anni 70, quando Cardew ed altri importanti membri spinsero il gruppo in una direzione Maoista. Skempton, Hobbs, Parsons, White e molti altri rifiutarono di essere associati con questa linea politica, e la rottura dell'Orchestra fu accompagnata da (secondo Parsons) "una divisione tra la fazione 'politica' e quella 'sperimentale'".
Dal 1971 Skempton ha lavorato come editore di musica, esecutore (delle sue composizioni, con piano o fisarmonica), ed insegnante. Oggi insegna composizione al Royal Birmingham Conservatoire.
Nel 1974 Skempton e Michael Parsons hanno formato un duo per eseguire i loro brani. Gli anni 80 hanno visto un aumento di interesse nella musica di Skempton. Ciò è risultato in un aumento di commissioni e gli ha permesso di comporre per medium più grandi. Lento, un lavoro orchestrale composto nel 1991, è diventato uno dei pezzi più riconosciuti di Skempton. Negli anni 90, registrazioni importanti di suoi lavori sono emersi, come CD di pezzi al piano eseguiti dal suo ex-collega nella Scratch Orchestra John Tilbury, rilasciati da Sony Classical nel 1996, e Surface Tension, un mix di pezzi rilasciati da Mode Records.
Skempton fu vincitore nella categoria Chamber Scale Composition al Royal Philharmonic Society Music Awards nel 2005 per il suo quartetto d'archi Tendrils (2004).